# Евгеније Оњегин (роман)
Евгеније Оњегин (рус. Евгений Онегин, пре правописне реформе Евгеній Онѣгинъ) роман је у стиху Александра Сергејевича Пушкина. Писање дела је отпочето у мају 1823, а завршено 1831. Певања су консеквентно издавана од 1825. до 1832. године, док је једнотомно издање, које се узима за прво, издато 1833. Сам аутор је доживео судбину свог лика Владимира Ленског — наиме, и Пушкин је умро у двобоју.

## Преглед
Пушкин се у Евгенију Оњегину значајно одваја од својих романтичарских назора. Са формалне стране, у роману се запажа утицај Бајронових дела Чајлда Харолда и Дон Жуана. Карактеристике романтизма огледају се и у томе што је писац стално присутан у делу, исказујући суд о својим јунацима и предвиђајући њихову будућност.
Евгеније Оњегин је написан у стиховима, у строфи с карактеристичним четворостопним јамбом без одређене цезуре. У зависности од тога да ли је рима мушка или женска, јамб обухвата десет или осам стихова. Строфа је посебна, „оњегинска“, са четрнаест стихова римованих по схеми аbabccddeffegg (женске су a, c и e). У време настанка дела, прозни роман се сматрао нижом књижевном врстом, док стихови омогућавају хармонију емоционалних утисака и естетског ефекта.
У роману је осликан читав руски живот двадесетих година деветнаестог века. Заступљени су сви друштвени слојеви, од племића до мужика, читава скала призора, од балова у Москви до пејзажа руског села. Но, поенту романа чини реалистичан опис проблема руске владајуће класе приказан кроз ликове два типична руска млада племића песниковог доба, Ленског и Оњегина. У том смислу, Пушкинов роман се разликује од Бајроновог Дон Жуана, који је по жанру авантуристичко-љубаван.
Певања романа излазила су консеквентно (1825—1832) и наилазила на ниско мишљење критике, која није могла наћи оправдање за противречности и поступке главног јунака. Најоштрији напади били су усмерени против народних елемената убачених у дело. Једнотомно издање изашло је 1833. године. Евгеније Оњегин и његови ликови имали су значајан утицај на руске писце попут Николаја Васиљевича Гогоља, Михаила Јурјевича Љермонтова и других савременика и Пушкинових наследника.
На српски језик, Пушкин је у српским књижевним часописима помињан и превођен још за живота. У наредном периоду, дела су само прештампавана и читана у изворном облику, док су у изради савремених превода овог дела учествовали песници као што су Јован Јовановић Змај, Милан Ћурчин и Десанка Максимовић. Према мишљењу српског историчара књижевности Милорада Павића, на овај начин је Пушкиново најбоље дело постало својина и српске књижевности.

## Радња
Сиже се врти око неостварене љубави велеградског момка Евгенија Оњегина и девојке са села Татјане Ларине.
Оњегин се родио поред Неве. Његов отац је проћердао породични иметак. Евгеније је добио осредње образовање, од свега је знао по мало, али је у завођењу био виртуоз. Отишао је на сеоско имање да са стрицем који умире и оставља му огромно богатство проведе последње дане. Ту се у њега заљубила Ларина, која му је своја осећања изнела у писму. Међутим, Оњегин ју је одбио.
На прослави Тањиног имендана, њена сестра Олга је очијукала са Евгенијем, а он је прихватио флерт из досаде. Ленски, Олгин вереник, позвао је Оњегина на двобој и том приликом погинуо. Убрзо потом, Олга се удала за неког улана и отишла са његовим пуком. Нешто касније, и Тања се удала за једног московског кнеза. За то време је Оњегин бесциљно лутао светом.
Кад је поново срео Тању, она се много променила. Постала је дама која уме да сакрије осећања — при првом сусрету није показала ни збуњеност, ни изненађење. Након тога, Евгеније је патио и писао писма. Дошло је до разговора између њих и том приликом је Тања поставила своје чувено питање које представља најбољу критику Оњегиновог лика: зашто је сада прогони кад му се није допадала пре, ван таштине и дворске свите (овде се види јунакова противречност)?
Татјана Ларина је један од најлепших женских ликова у историји светске књижевности. Она једина у Пушкиновом роману прихвата своју, не баш срећну судбину, не губећи ни равнотежу ни достојанство. После Тањиних речи, Оњегин је схватио своје лицемерје, као и улогу своје класе у друштвеном животу Русије: такви немају никакву будућност.
Евгеније Оњегин је тип такозваног „сувишног човека“, тип који се касније јавио и у делима других руских писаца. „Сувишан човек“ је неприлагодљиви индивидуалиста који није у стању да реализује своје релативно велике потенцијале у свету на који гледа са дозом критицизма. Оњегинова несрећа лежи, дакле, у раскораку између жеља и могућности.
Антипод Оњегиновом лику је Ленски, који је такође трагичан јунак. За разлику од Оњегина, он је био веома образован, студирао је у престижном немачком универзитету у Гетингену. Обожавао је Канта и Гетеа, али нажалост није познавао прави живот. Узрок његове несреће лежи у идеализовању стварности. Тако га је први животни проблем са којим се суочио одвео у смрт.

## Преводи

### Енглески
Волтер В. Арнтов превод из 1963. године ( 0-87501-106-3) је написан придржавајући се строге шеме риме оњешке строфе и добио је Награду Болинген за превод. То се и даље се сматра једним од најбољих превода.
Владимир Набоков је жестоко критиковао Арнтов превод, као што је критиковао и многе претходне (и касније) преводе. Главна Набокова критика Арнтовог и других превода је да су жртвовали дословност и тачност ради очувања мелодије и риме.
Сходно томе, 1964. објавио је свој превод, који се састојао од четири тома, који су се скрупулозно прилагодили том смислу, у потпуности избегавајући мелодију и риму. Први том садржи Набоков увод и текст превода. Увод говори о структури романа, Оњегиновој строфи у којој је написан и Пушкиновом мишљењу о Оњегину (користећи Пушкинова писма пријатељима); он такође даје детаљан приказ времена током ког је Пушкин написао Оњегина и различите форме у којима су се различити делови појављивали у публикацији пре Пушкинове смрти (након чега долази до огромног пораста броја различитих издања). Други и трећи том се састоје од врло детаљних и ригорозних белешки везаних за текст. Четврти том садржи факсимил издања из 1837. године. Расправа о Оњегиновој строфи у првом тому садржи песму О превођењу „Евгенија Оњегина”, која се први пут појавила у штампи у часопису Њујоркер 8. јануара 1955. године, а написана је у две Оњегинове строфе. Набоков репродукује песму како би читалац његовог превода стекао извесно искуство са овом јединственом формом, и као додатну одбрана његове одлуке да свој превод напише у прози.
Набоковљев блиски пријатељ Едмунд Вилсон рецензирао је Набоков превод у Њујоршком прегледу књига, што је изазвало размену писама и трајни сукоб између њих.

### Француски
Постоји најмање осам објављених превода Евгенија Оњегина на француском језику. Најновији се појавио 2005. године: преводилац Андре Марковиц поштује Пушкинове оригиналне строфе. Међу осталим преводима су Пол Бју (1868), Гастон Перот (1902, у стиху), Ната Мино (која је добила награду При Нели Сакс, која се додељује за најбољи превод поезије на француски језик), Роже Легра, Морис Кулон, Мишел Бајат, и Жан-Луис Бакес (који нису очували строфе). Као двадесетогодишњак, бивши француски председник Жак Ширак такође је написао превод, који никада није објављен.

### Немачки
Постоји најмање десетак објављених превода Оњегина на немачки.
- Carl Friedrich von der Borg, Eugenius Onegin, чији први део је објављен у "Der Refraktor. Ein Centralblatt Deutschen Lebens in Russland", Dorpat, 1836, у пет серија, почевши са 14. издањен 1. августа 1836, и окончавајући се са 18. издањем 29. августа 1836.
- R. Lippert, Verlag von Wilhelm Engelmann, Leipzig 1840
- Friedrich von Bodenstedt, Verlag der Deckerschen Geheimen Ober-Hofbuchdruckerei, Berlin 1854
- Adolf Seubert, Reclam, Leipzig 1872/73
- Dr. Blumenthal, Moscow 1878
- Dr. Alexis Lupus, nur das 1. Kapitel, Leipzig and St. Petersburg 1899
- Theodor Commichau, Verlag G. Müller, Munich and Leipzig 1916
- Theodor Commichau and Arthur Luther, 1923
- Theodor Commichau, Arthur Luther and Maximilian Schick, SWA-Verlag, Leipzig and Berlin 1947
- Elfriede Eckardt-Skalberg, Verlag Bühler, Baden-Baden 1947
- Johannes von Guenther, Reclam, Leipzig 1949
- Theodor Commichau and Konrad Schmidt, Weimar 1958
- Theodor Commichau and Martin Remané, Reclam, Leipzig 1965
- Manfred von der Ropp and Felix Zielinski, Winkler, Munich 1972
- Kay Borowsky, Reclam, Stuttgart 1972 (превод у прози)
- Rolf-Dietrich Keil, Wilhelm Schmitz Verlag, Gießen 1980
- Ulrich Busch, Manesse Verlag, Zurich 1981
- Sabine Baumann, unter Mitarbeit von Christiane Körner, Stroemfeld, Frankfurt am Main 2009
- Viktor Eduard Prieb, Goldene Rakete, Berlin 2018.

### Италијански
Постоји неколико италијанских превода Оњегина. Једну од најранијих објавио је Г. Касон 1906. Еторе Ло Гато је роман превео два пута, 1922. у прози и 1950. на хендека слоговима. Новији преводи су они које је урадио Ђиовани Ђудичи (прва верзија 1975, друга 1990. у редовима неједнаке дужине) и Пја Пера (1996).

## Спољашње
- Евгеније Оњегин на руском језику
- Eugene Onegin (English translation by H. Spalding) на пројекту Гутенберг
- Eugene Onegin at Standard Ebooks
- Eugene Onegin at lib.ru Charles Johnston's complete translation
- The Poetry Lovers' Page (a translation by Yevgeny Bonver)
- Pushkin's Poems (a translation by G. R. Ledger with more of Pushkin's poetry)
- What's Gained in Translation An article by Douglas Hofstadter on the book, which explains how he can judge the relative worth of different translations of Onegin without being able to read Russian
- Eugene Onéguine public domain audiobook at LibriVox
- An Audiobook Narrated by Stephen Fry[мртва веза]